# Biblioteca Narbal Fontes
A Biblioteca Narbal Fontes é uma biblioteca pública localizada no bairro de Santana, um dos mais antigos da região da Zona Norte da cidade de São Paulo, Brasil. Foi criada no ano de 1951, mas sua inauguração foi realizada apenas em 1954 a partir da Lei n° 3.853 (proclamada no dia 18 de março de 1850), que dispõe sobre a instalação de Bibliotecas Infantis em diversos distritos e subdistritos da capital, assinada pelo então prefeito Lineu Prestes. Uma destas bibliotecas era a famosa Biblioteca de Santana.
Seu edifício-sede localiza-se na zona norte da capital paulista, região do Alto de Santana.
O prédio fazia parte da Chácara Baruel, que pertenceu à tradicional família Baruel no século XX. Construído em 1925 em estilo normando, de estrutura sólida, foi detalhado com rico trabalho arquitetônico, atualmente um patrimônio histórico que preserva a história do bairro. Visto que estava relacionado a uma antiga e clássica família santanense quando a localidade ainda era nomeada como Chácara Baruel. Atualmente a Biblioteca preserva todos os vestígios da Chácara. O edifício foi tombado em março de 2018 pelo Conselho Municipal de Preservação do Patrimônio Histórico, Cultural e Ambiental da Cidade de São Paulo (Conpresp).
A Biblioteca foi criada pelo decreto de número 1.569 de 31 de dezembro de 1951, no mandato do prefeito Jânio Quadros, na época tendo como Secretário de Educação e Cultura Valério Giuli e como chefe de Divisão de Bibliotecas Infantis e Cinema Educativo a professora e bibliotecária Lenyra Camargo Fracarolli.
Instaurada em 27 de março de 1954, estavam presentes na inauguração o Prefeito Jânio Quadros, o Secretário de Educação e Cultura Valério Giuli, importantes autoridades da época, professores e famílias do bairro. A biblioteca teve como primeira chefe a Celestina Conca e como patrono o médico Narbal Fontes, pela lei de número 10.767, de 7 de dezembro de 1973, do Prefeito Miguel Colassuono, deixando de ser nomeada como Biblioteca Infantil de Santana para agora ser chamada de Biblioteca Infantil Narbal Fontes. Detentora de um acervo de aproximadamente 31 mil exemplares, a biblioteca tem livros voltados principalmente para o público infanto-juvenil. Em sua maioria, é constituída por livros didáticos, paradidáticos, dicionários, enciclopédias, jornais e revistas. Além de empréstimo de livros, revistas e outros materiais de leitura, são promovidos eventos culturais como encontro com escritores, exposições, cursos, oficinas, palestras, entre outros.

## História
O agricultor Francisco Antônio Baruel foi um dos primeiros proprietários de terras da Zona Norte de São Paulo. Em 1852, ele adquiriu um alqueire da região, o que corresponde a 24.250metros² de terreno. Lá, ele cultivou arroz, feijão, milho e cana. Com o crescimento da fortuna, o agricultor então construiu mansões na chácara, como o Palacete Baruel, em 1879. No ano de 1890, seus cinco filhos se mudaram para o Alto de Santana, onde seria construído um hospital.
Entre os descendentes do agricultor, destacou-se Francisco Nicolau Baruel. Formado em Farmácia, ele fundou a Farmácia Baruel, que mais tarde transformou-se em uma indústria de higiene, em São Paulo, em 1892. Foi o herdeiro da Chácara Baruel depois da morte de seu pai.
Em 1925, Francisco Nicolau Baruel construiu uma casa para a filha, Maria Baruel Galvão Bueno, e que passou a abrigar a Biblioteca Narbal Fontes. Com 1 450 metros², a casa tem arquitetura em estilo normando, evocando traços de construções da Normandia, na França, sendo ocupada por Maria Bueno até a morte de seu pai, em 1928.
Depois, a propriedade foi dividida em partes para ser vendida. Alguns políticos à época lutaram para que a Chácara Baruel fosse desapropriada para fins assistenciais - já pensava-se, inclusive, em ocupar uma das construções como biblioteca infantil. Entre eles, estavam os vereadores Camillo Ashcar e Valerio Giuli. A falta de recursos, no entanto, tornou o projeto inviável e foi descartado pelo então prefeito de São Paulo Jânio Quadros.
Uma parte da chácara só foi adquirida pelo município depois de uma expropriação judicial movida contra Maria Bueno, com uma emissão de propriedade em 14 de abril de 1952, com a desocupação: Decreto número 1.213 de 9 de outubro de 1950, considerada Bem de Uso Especial. O professor Valério Giuli diligenciou bastante para o estabelecimento da Biblioteca. Depois disso, a casa de Dona Maria passou por uma reforma de restauração que durou 8 meses, período em que ficou fechada até ser inaugurada para o público em 1954.O edifício ficou fechado por quase um ano, março a dezembro de 1984, na época a biblioteca foi pintada preservando o estilo Normando. Durante 2006, ela passou por outra revitalização, que fez a manutenção do jardim, das instalações do prédio e a entrada da Biblioteca.

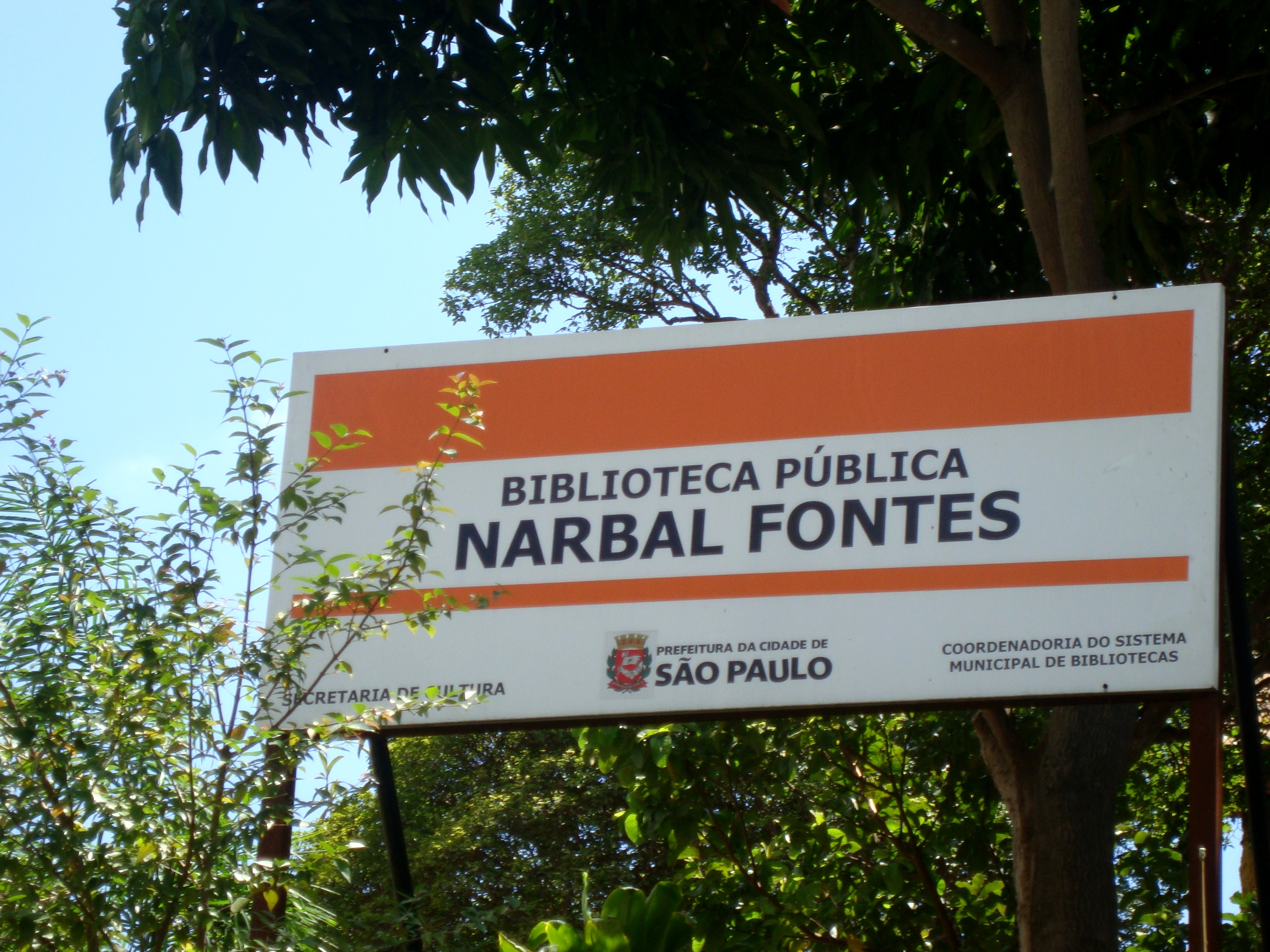
Placa de identificação da biblioteca.

### A criação
No dia 8 de março do ano de 1950, foi promulgada a Lei n° 3.853 que dispõe sobre a instalação de bibliotecas Infantis em diversos distritos e subdistritos da capital, assinada pelo Prefeito Lineu Prestes. Entre as bibliotecas instituídas estava a Biblioteca de Santana, como era chamada na época.
A Biblioteca foi criada pelo decreto de nº 1.569 de 31 de dezembro de 1951,
na gestão do Prefeito Jânio da Silva Quadros, do então Secretário de Educação e Cultura Valério Giuli e tendo como chefe de Divisão de Bibliotecas Infantis e Cinema Educativo a bibliotecária e professora Lenyra Camargo Fracarolli. Inaugurada em 27 de março de 1954, contou na ocasião com a presença do prefeito, do Secretário de Educação e Cultura, de altas autoridades, dos professores e das famílias do bairro.
Somente na gestão do Prefeito Miguel Colasuonno, no dia 7 de dezembro de 1973, recebeu o nome atual,  passando de Biblioteca Infantil de Santana a chamar-se Biblioteca Narbal Fontes, pelo decreto n°10.767.

## O Prédio
A Biblioteca está instalada em um prédio próprio da Prefeitura de São Paulo. Este foi construído em estilo Normando, de estrutura sólida e rico trabalho arquitetônico, é um patrimônio histórico para a comunidade e para a história do bairro, já que pertenceu a uma tradicional família santanense quando o local ainda se chamava Chácara Baruel. A Biblioteca ainda conserva os resquícios da Chácara .
A Chácara Baruel possuía uma área de um alqueire (24.250 metros²). Após a morte do Senhor Francisco Nicolau Baruel a propriedade foi desmembrada e vendida em diversos lotes. 
A área foi obtida através de expropriação judicial contra Maria Baruel Galvão Bueno, com uma emissão de posse em 14 de abril de 1952, com disponibilidade: Decreto n° 1.213 de 9 de outubro de 1950, como Bem de Uso Especial. O professor Valério Giuli trabalhou muito para a instalação da Biblioteca.

### Patrono
Narbal de Marsillac Fontes, paulista da cidade de Tietê, na região metropolitana de Sorocaba, nasceu em 10 de fevereiro de 1899. Foi professor em escolas e penitenciárias do interior de São Paulo. Formado em Medicina pela Faculdade de Medicina do Rio de Janeiro, ele dedicou boa parte da vida à literatura didática. Ao lado da esposa Ofélia Fontes, escreveu peças teatrais, poemas e novelas para crianças, como as publicações "O Gigantes de Botas", "A Onça", "O talismã de vidro" e " Pindorama". Venceu o 18º Prêmio Jabuti, em 1976, com a obra "Cem Noites Tapuias", que também escreveu com a esposa. Em 1940 Narbal traduziu um livreto de uma opera chamada "La traviata" e no ano de 1942 foi um dos compositores da música Brasileirinho. Fez parte da Academia Brasileira de Escritores e da Associação Brasileira de Educação e fundou a Revista Nacional no Rio de Janeiro. Foi também biógrafo de Rui Barbosa e Santos Dumont, cronista, teatrólogo, pedagogo, professor e jornalista. Faleceu no dia 29 de abril de 1960, no Rio de Janeiro.

### Reformas
Por quase todo o ano de 1984 (março a dezembro) a biblioteca esteve fechada para reforma, o prédio foi pintado procurando preservar seu estilo original. Já em 2006 passou por nova reforma, que incluía: a pintura tanto externa quanto interna; manutenção do piso, revisões elétricas e hidráulicas além da demolição do muro e da colocação de um gradil, novo mobiliário e equipamentos.

## Atualidade
A Biblioteca está instalada em em prédio próprio da Prefeitura, considerada como um patrimônio histórico, pois resguarda resquícios da época e do bairro. Ocupa uma área de 1.450 metros², sendo o prédio circundado por um jardim com bancos. Oferece diversas atividades gratuitas como empréstimo de livros, revistas, jornais e acesso à Internet, contação de histórias; projetos; painéis informativos temáticos referentes a datas do calendário cívico como: Dia das Crianças; Folclore; Proclamação da República e fotos relatando momentos da Biblioteca. O lugar também é usado para eventos culturais como: encontro com escritores, exposições, cursos, oficinas, palestras, entre outros. Atende mensalmente 2 000 pessoas, administrada pela Subprefeitura de Santana-Tucuruvi. Como em todo o bairro de Santana a biblioteca também passa pelo problema das pichações, sempre presentes na história do distrito.

### Acervo
A Biblioteca Narbal Fontes tem aproximadamente 32 000 exemplares de livros. Conta também com 1 150 itens como discos, partituras, fitas de vídeo e 6 000 outros itens como, gibis, jornais, revistas , mapas, atlas, multimídia e partituras. Está disponível, uma parte, do acervo em um catálogo online do Sistema Municipal de Bibliotecas e a outra parte (a maior delas) pode ser emprestada ao leitor caso este esteja cadastrado na biblioteca.
Para as pessoas que desejam fazer uma visita, o patrimônio conta com visitas monitoradas e instruções, entretanto, para isso é necessário que o grupo possua um agendamento prévio.
Atividades desenvolvidas em parceria com escolas, profissionais autônomos, instituições e voluntários:
- CAPS ( Centro de Atenção Psicossocial ) - Por meio de encontros semanais, incentivam as crianças e jovens à leitura e a cultura no espaço da biblioteca.
- Abrigos, CEIS ( Centros de Educação Infantil ) e escolas do entorno, além de visitas monitoradas, fazem mediação de leitura de histórias e participam dos eventos culturais.[14]

## Visita à biblioteca
A biblioteca disponibiliza visitas monitoradas, dirigidas às instituições, grupos, escolas e demais pessoas com interesse de conhecê-la, com agendamento prévio.
Além das visitas, há outras atividades em parceria com voluntários, escolas, profissionais autônomos e instituições, como a Centro de Atenção Psicossocial (CAPS). Esses encontros semanais incentivam adolescentes e crianças à leitura e a cultura, na área da biblioteca. As atividades são voltadas também para abrigos, escolas do entorno e Centros de Educação Infantil (CEI's), com intermediação de leitura/contos de histórias e eventos culturais,

### Funcionamento
A Biblioteca mantém seu funcionamento e atendimento de segunda a sexta das 9h às 18h, e das 9h às 16h aos sábados.